# Ol'ha Jackovec'
Ol'ha Juriïvna Jackovec' (in ucraino Ольга Юріївна Яцковець?; Berdjans'k, 16 ottobre 1997) è una cestista ucraina.

## Carriera
Con l'Ucraina ha disputato due edizioni dei Campionati europei (2017, 2019).